# Tahifilaksija
Tahifilaksija (grč. ταχύς, brz, i φύλαξις, zaštita) je medicinski termin koji opisuje akutno (iznenadno) smanjenje responsa na lek nakon njegove administracije. Tahifilaksija se može javiti nakon inicijalne doze leka ili nakon inokulacije serijom malih doza. Povećanje doze potencijalno može da povrati originalni respons. Ova pojava u nekim slučajevima može da bude uzrokovana iscrpljenjem ili znatnim redukovanjem količine neurotransmitera odgovornog za omogućavanje dejstva leka, ili iscrpljivanjem dostupnog receptora za koji se lek ili neurotransmiter može vezati. Ovo isrpljivanje je uzrokovano ćelijskom redukcijom broja receptora u responsu na njihovo zasićenje.
Primeri lekova koji indirektno deluju putem oslobađanja neurotransmitera su amfetamin, efedrin, i MDMA.

## Spoljašnje veze
- Tachyphylaxis на 